# Cerrito (Entre Ríos)
Cerrito es un municipio del distrito Tala del departamento Paraná, en la provincia de Entre Ríos, República Argentina. El municipio comprende la localidad del mismo nombre y un área rural. La villa de Cerrito se ha unido y comprende actualmente a la anterior localidad de Pueblo Moreno.
Su principal vía de acceso es la Ruta Nacional 12, y en ella confluye también la Ruta Provincial 8.

## Historia

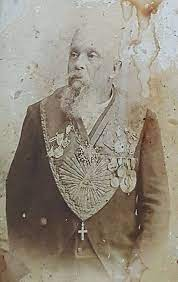
Sixto Perini fundador de Cerrito

En 1876 el Banco Nacional adquirió el campo El Cerrito, parte del cual destinó a la fundación de la Colonia Cerrito el 10 de marzo de 1882. Dentro de esta colonia surgieron varios centros de población, entre los cuales estaba Gobernador Racedo, que luego cambió su nombre a Cerrito, entre sus fundadores y primeros habitantes se encontraban  Sixto Perini, Antonio Angelini, Guillermo Fischer, José y Roman Simiand, Miguel y José Seimandi, Santiago Ghibaudo, entre otros, el pueblo fue fundado el 28 de abril de 1887. A poco de su fundación comenzó a gestarse primeramente una capilla y luego ya en 1901 la iglesia Nuestra Señora de La Merced la que se inauguró el 24 de septiembre de aquel año, día en que actualmente se festeja la fiesta patronal. En 1922 nació el Club Unión Agrarios Cerrito. En 1943 llegó el primer tren carguero. Día a día se fue transformando su fisonomía, llegaban de pueblos cercanos y de la colonia numerosos vecinos para radicarse en la villa y las calles ya no fueron de tierra sino que el pavimento las comenzó a poblar. El 15 de octubre de 2018, Nazareno Sasia, originario de esta ciudad, se consagró Campeón Olímpico Juvenil en lanzamiento de bala en el marco de los Juegos Olímpicos de la Juventud 2018.
Deportes
En Cerrito se encuentra el club de fútbol Unión Agrarios, que compite en la liga de Paraná Campaña, y participó en el Torneo Federal Regional Amateur 2021/22.

## Municipio
El municipio de 2ª categoría de Cerrito fue creado por decreto n.º 1230/1974 MGJE de 10 de abril de 1974 por el gobernador Enrique Tomás Cresto.
El 10 de diciembre de 2011 dejaron de existir las dos categorías de municipios en Entre Ríos estableciéndose una categoría única, por lo que Cerrito dejó de tener una junta de fomento y pasó a ser gobernada por un presidente municipal y un concejo deliberante de 7 miembros.

## Ubicación geográfica
Cerrito se halla enmarcado entre las rutas nacional n.º 12 y provincial n.º 8, con siete entradas estratégicamente diagramadas a lo largo de las dos rutas que lo circundan, las que conducen directamente al centro de la ciudad determinado por la plaza las Colonias, donde se levantan un Salón Cultural de usos múltiples, la centenaria biblioteca Federico Schroeder y el Anfiteatro Municipal, centro de casi todos los espectáculos. El paseo Canto a la Vida con glorietas y palmeras; Plaza las Colonias, que ocupa cuatro manzanas, se transforma en el corazón de Cerrito. El Palacio Municipal se ubica en otra de sus esquinas. A 5 km al norte y dentro del ejido municipal de Cerrito se encuentra Pueblo General Paz, el tercer centro poblado de la antigua Colonia Cerrito.
La reserva natural educativa Montecito de Lovera depende de la municipalidad de Cerrito y fue inaugurada el 26 de diciembre de 2003.

## Economía
La principal actividad económica de Cerrito es la agricultura, destacándose el cultivo de trigo, el maíz y soja. La ganadería también cuenta con un desarrollo importante.
Se ha comenzado a incluir a la ciudad de Cerrito como parte de un itinerario turístico que se inicia en Paraná y se extiende hasta Villa Urquiza denominado Escapada al Norte, Paseo de las Colonias. 

## Población
Contaba con 10 729 habitantes (Indec, 2001), lo que representa un incremento del 45,9 % frente a los 6715 habitantes (Indec, 1991) del censo anterior. Esta cifra incluye la población de Pueblo Moreno, que según el INDEC forma parte de Cerrito; sin Pueblo Moreno la población de Cerrito alcanzaba los 9888 habitantes (Indec, 2001)

## Instituciones educativas
La localidad de Cerrito cuenta con instituciones educativas de nivel inicial, primario, secundario y terciario; de gestión pública y privada.
- Jardín Maternal Municipal.
- Escuela Privada de Nivel Inicial y Primario n.° 14 "Nuestra Señora de Fátima"
- Centro Educativo y Formación Profesional n.° 19.
- Escuela Secundaria para Jóvenes y Adultos n.° 24.
- Escuela de Educación Integral N° 31 "Portales de Amor"
- Escuela Pública de Nivel Inicial y Primario n.° 38 "Mariano Necochea" de jornada completa.
- Colegio Nacional Cerrito n.° 41.
- Instituto D200 "María Ward".
- Instituto Técnico Superior.

## Parroquias de la Iglesia católica en Cerrito
| Arquidiócesis | Paraná                      |
| ------------- | --------------------------- |
| Parroquia     | Nuestra Señora de la Merced |